# Vandeleuria oleracea
Vandeleuria oleracea е вид гризач от семейство Мишкови (Muridae). Видът не е застрашен от изчезване.

## Разпространение и местообитание
Разпространен е в Бангладеш, Бутан, Виетнам, Индия, Камбоджа, Китай, Мианмар, Непал, Тайланд и Шри Ланка.
Обитава гористи местности, национални паркове, долини, ливади и храсталаци в райони с тропически, умерен и субтропичен климат, при средна месечна температура около 23,3 градуса.

## Описание
Популацията на вида е стабилна.